# Барракуда (фильм, 1978)
«Барракуда» (англ. Barracuda) — американский низкобюджетный фильм ужасов, вышедший в 1978 году. Подражание картине Джо Данте «Пираньи», вышедшей несколькими месяцами раньше.

## Сюжет
В море сливаются токсичные отходы, которые делают барракуд невероятно агрессивными. Люди, купающиеся в море, становятся жертвами прожорливых рыб. Власти скрывают случаи нападения барракуд для избежания паники. Однако количество жертв растёт, и скрывать это становится всё труднее. Местный биолог Майк начинает интересоваться необычным поведением рыб.

## В ролях
| Актёр                 | Роль               |
| --------------------- | ------------------ |
| Уэйн Кроуфорд         | Майк Кэнфилд       |
| Джейсон Эверс         | доктор Эллиот Сноу |
| Роберта Лейтон        | Лиза Уильямс       |
| Клифф Эммих           | Лестер             |
| Берт Фрид             | Папа Джек          |
| Гарри Кервин          | агент #1           |
| Рик Родс              | агент #1           |
| Мэтт Кинг             | агент Ливинг       |
| Уильям Кервин         | шериф Бен Уильямс  |
| Дэниел Л. Фицджеральд | повар              |
| Уилл Никербокер       | Билл               |
| Рут Миллер            | Эдна               |
| Скотт Эйвери          | Тоби               |
| Боб Дж. Шилдс         | Флойд              |

## Релиз
Фильм был выпущен на VHS корпорацией Uav 7 декабря 1989 года. Фильм был выпущен на DVD компанией Dark Sky Films 30 сентября 2008 года.

## Критика
Эндрю Смит из Popcorn Pictures присудил фильму оценку 2 из 10, назвав его «дешевкой», раскритиковал сюжет фильма, фальшивые спецэффекты и отсутствие внимания к монстрам из названия фильма.